# Акиндинов, Денис Дмитриевич
Денис Дмитриевич Акиндинов (род. 31 октября 1975) — российский футболист, полузащитник и игрок в мини-футбол.
Воспитанник петербургского футбола. 16 мая 1995 провёл единственный матч в составе «Зенита» — в гостевом матче 1/64 финала Кубка России против тверского клуба «Трион-Волга» (7:1) вышел на замену на 65 минуте при счёте 6:0. Выступал за дубль «Зенита» (1995) и «Карелию-Эрзи» Петрозаводск (1996) в третьей лиге, «Локомотив» СПб (2000) — в первой лиге. На любительском уровне играл за петербургские клубы «Турбостроитель-ЭЛЭС»/ЭЛЭС/«ЭЛЭС-Источник» (1997—1999), СКА (1999, 2001). В 2002 году провёл 14 игр в чемпионате Литвы за «Инкарас» Каунас.
В сезоне 1997/98 играл в чемпионате России по мини-футболу за петербургский «Зенит». В 2019 году — игрок команды «Тревис и ВВК» в чемпионате Санкт-Петербурга (7x7).